# 사라고사
사라고사(Zaragoza)는 스페인 북동부 아라곤 지방의 도시로, 사라고사 주의 주도이다. 중세에는 아라곤 왕국의 수도였다. 스페인 북동부를 흐르는 에브로 강의 중류에 위치해 있다.

## 지리
엘바 강이 합류하는 에브로 강 중류로서, 카스티야 왕국과 함께 오늘날 스페인 왕국의 기초를 만든 아라곤 왕국의 옛 수도로 알려져 있다. 마드리드, 바르셀로나, 발렌시아, 빌바오, 툴루즈(프랑스)의 각 주요 도시와는 약 300 km의 거리에 있기 때문에, 오늘날에도 교통의 요지이다.

## 역사
사라고사에서 가장 오래된 정착지는 기원전 7세기의 것이다.
7세기 사라고사는 큰 도서관을 소유한 산타 엔 그라시아 수도원과 관계가 깊은 다수의 교회 지식인 사라고사 주교를 배출했기 때문에, 세비야, 톨레도와 함께 서고트 왕국 문화의 중심지가되었다.
1118년 사라고사는 아라곤 왕국의 알폰소 1세에 정복된 이후에는 아라곤 왕국의 수도가 되었다.

## 경제
자동차 산업이 발달했다.

## 교통
고속철도 AVE가 2003년에 개통하여 마드리드까지 1시간 반이 걸린다.. 사라고사를 지나는 노선은 2007년에는 바르셀로나까지 연장했다.

## 교육
1542년에 설립된 사라고사 대학이 있다.

## 기후
| 사라고사의 기후                                                | 사라고사의 기후 | 사라고사의 기후 | 사라고사의 기후 | 사라고사의 기후 | 사라고사의 기후 | 사라고사의 기후 | 사라고사의 기후 | 사라고사의 기후 | 사라고사의 기후 | 사라고사의 기후 | 사라고사의 기후 | 사라고사의 기후 | 사라고사의 기후 |
| 월                                                             | 1월             | 2월             | 3월             | 4월             | 5월             | 6월             | 7월             | 8월             | 9월             | 10월            | 11월            | 12월            | 연간            |
| -------------------------------------------------------------- | --------------- | --------------- | --------------- | --------------- | --------------- | --------------- | --------------- | --------------- | --------------- | --------------- | --------------- | --------------- | --------------- |
| 역대 최고 기온 °C (°F)                                         | 20.6 (69.1)     | 25.5 (77.9)     | 28.7 (83.7)     | 32.4 (90.3)     | 36.5 (97.7)     | 43.2 (109.8)    | 44.5 (112.1)    | 42.8 (109.0)    | 39.2 (102.6)    | 33.9 (93.0)     | 28.4 (83.1)     | 22.0 (71.6)     | 44.5 (112.1)    |
| 일평균 최고 기온 °C (°F)                                       | 11.0 (51.8)     | 13.4 (56.1)     | 17.5 (63.5)     | 20.4 (68.7)     | 24.9 (76.8)     | 30.0 (86.0)     | 32.8 (91.0)     | 32.4 (90.3)     | 27.4 (81.3)     | 21.8 (71.2)     | 15.0 (59.0)     | 11.1 (52.0)     | 21.5 (70.6)     |
| 일일 평균 기온 °C (°F)                                         | 7.0 (44.6)      | 8.5 (47.3)      | 11.8 (53.2)     | 14.4 (57.9)     | 18.6 (65.5)     | 23.1 (73.6)     | 25.7 (78.3)     | 25.6 (78.1)     | 21.4 (70.5)     | 16.6 (61.9)     | 10.8 (51.4)     | 7.2 (45.0)      | 15.9 (60.6)     |
| 일평균 최저 기온 °C (°F)                                       | 2.9 (37.2)      | 3.5 (38.3)      | 6.0 (42.8)      | 8.5 (47.3)      | 12.3 (54.1)     | 16.2 (61.2)     | 18.6 (65.5)     | 18.8 (65.8)     | 15.4 (59.7)     | 11.3 (52.3)     | 6.5 (43.7)      | 3.3 (37.9)      | 10.3 (50.5)     |
| 역대 최저 기온 °C (°F)                                         | −10.4 (13.3)    | −11.4 (11.5)    | −6.3 (20.7)     | −2.4 (27.7)     | 0.5 (32.9)      | 5.2 (41.4)      | 8.0 (46.4)      | 8.4 (47.1)      | 4.8 (40.6)      | 0.6 (33.1)      | −5.6 (21.9)     | −9.5 (14.9)     | −11.4 (11.5)    |
| 평균 강수량 mm (인치)                                          | 23.6 (0.93)     | 19.8 (0.78)     | 28.0 (1.10)     | 40.0 (1.57)     | 40.2 (1.58)     | 28.5 (1.12)     | 16.5 (0.65)     | 17.8 (0.70)     | 27.3 (1.07)     | 34.0 (1.34)     | 34.0 (1.34)     | 19.1 (0.75)     | 328.8 (12.93)   |
| 평균 강수일수 (≥ 1 mm)                                         | 4.4             | 3.7             | 4.8             | 5.6             | 6.2             | 4.0             | 2.6             | 2.2             | 3.2             | 5.3             | 5.6             | 4.5             | 52.1            |
| 평균 강설일수                                                  | 0.5             | 0.6             | 0.3             | 0.0             | 0.0             | 0.0             | 0.0             | 0.0             | 0.0             | 0.0             | 0.1             | 0.4             | 1.9             |
| 평균 상대 습도 (%)                                             | 74              | 66              | 59              | 56              | 52              | 48              | 46              | 48              | 55              | 65              | 72              | 76              | 60              |
| 평균 월간 일조시간                                             | 143             | 181             | 226             | 246             | 294             | 324             | 363             | 329             | 258             | 208             | 156             | 127             | 2,855           |
| 가능 일조율                                                    | 48              | 60              | 61              | 62              | 65              | 71              | 79              | 77              | 69              | 60              | 52              | 44              | 62              |
| 출처: 스페인 기상청 (평년값: 1991년~2020년, 극값: 1942년~현재) |                 |                 |                 |                 |                 |                 |                 |                 |                 |                 |                 |                 |                 |

## 문화

### 스포츠
레알 사라고사는 사라고사를 연고지로 하는 축구 클럽이며, 2015-16 시즌에는 프리메라리가의 세군다 디비시온에 속한다.

## 같이 보기
- 아라곤 연합왕국